# فرقة لوفتفافه الميدانية التاسعة
فرقة لوفتفافه الميدانية التاسعة (بالألمانية: 9.Luftwaffen-Feld-Division) Luftwaffen-Feld-Division ) كانت فرقة مشاة لسلاح الجو النازي التابع للفيرماخت التي قاتلت في الحرب العالمية الثانية. تم تشكيلها باستخدام الطاقم الأرضي الفائض من لوفتفافه وخدم على الجبهة الشرقية من أواخر عام 1942 إلى يونيو 1944. لقد كان قاسيا للغاية خلال الهجوم السوفياتي في يناير 1944 بالقرب من لينينغراد. تم دمجه لاحقًا مع فرقة المشاة 225.

## القادة
- أوبرست هانز إردمان (أكتوبر 1942 - سبتمبر 1943)؛

- أوبرست أنتون كارل لونجين (سبتمبر - نوفمبر 1943) ؛
- Generalleutnant Paul Winter (نوفمبر 1943) ؛
- أوبرست إرنست مايكل (نوفمبر 1943 - يناير 1944) †؛
- أوبرست هاينريش جيركنز (يناير 1944) †.